# Turbination
Turbination é o primeiro álbum solo do cantor guitarrista Hudson Cadorini, da dupla Edson & Hudson, lançado em Abril de 2008 pela Dynamo Records.

## O álbum
Turbination é álbum de rock instrumental gravado pelo guitarrista em parceria com os irmãos Ivan e Andria Busic, integrantes da banda Dr. Sin.

## Faixas
1. "Deep Van Riff" - 3:47
2. "Violência Armada" - 2:28
3. "Turbination Mocolotrox" - 2:53
4. "Vl Max" - 3:07
5. "Zum zum zum" - 4:34
6. "Ligaduriuns Metranca Inverts" - 2:17
7. "Fat Riff in Db" - 4:39
8. "Sinal de vida" - 3:22
9. "Eu não vou mudar de lado" - 4:27
10. "Delax" - 3:29
11. "Lágrimas de Deus" - 4:20
12. "Deixa pra lá" - 3:59
13. "K7" - 1:25